# 金翅雀
金翅雀，（学名：Chloris sinica），又名金翅、绿雀、芦花黄雀、黄弹鸟、黄楠鸟、碛弱、谷雀。其种加词sinica，意为“中华的”。

## 特征
金翅雀是体形较小的雀形目鸟类，体长在12厘米左右，雄雌同形近色，雄性眼先和眼周部位羽毛深褐色近黑色，头顶耳羽和后颈羽毛灰色，羽稍略现黄绿色；肩部、背部以及内侧覆羽均为栗褐色；尾上覆羽灰色，尾羽基部呈鲜明的金黄色，端部黑色，羽干黑褐色；双翅的飞羽黑褐色，但基部有明显的亮黄色斑块，所谓“金翅”指的就是这一部分的羽毛颜色；翅上覆羽颜色与肩羽相同；颌部、喉部、胸部黄绿色；下腹部近白色；上腹部和尾下覆羽亮黄色；两胁沾棕色。雌性体色与雄性基本相同，但颜色略现黯淡。喙与足均为肉粉色，虹膜褐色。本物种的叫声甚有特色，为轻柔而连续不断的滴滴声，虽声音轻柔但传播甚远。

## 分布
金翅雀的生境非常多样，其垂直分布可达海拔2400米的高山区，但在低山和平原地区金翅雀也是常见鸟种，尤其在冬日的平原，在平原他们活动于高大乔木的树冠中，而在山地则穿梭于低矮的灌木从中。
分布于亚洲东部，见于俄罗斯远东地区的黑龙江流域下游、日本、朝鲜和印度半岛北部；在中国分布于东部地区，东北大部、华北大部、华中华南各地可见，其在中国分布的西限达西北的青海省和西南的云贵川一线。

## 食物
金翅雀的食谱以植物性食物为主，主要是各种草本植物的种子，偶尔取食农作物和昆虫。

## 繁殖与保护

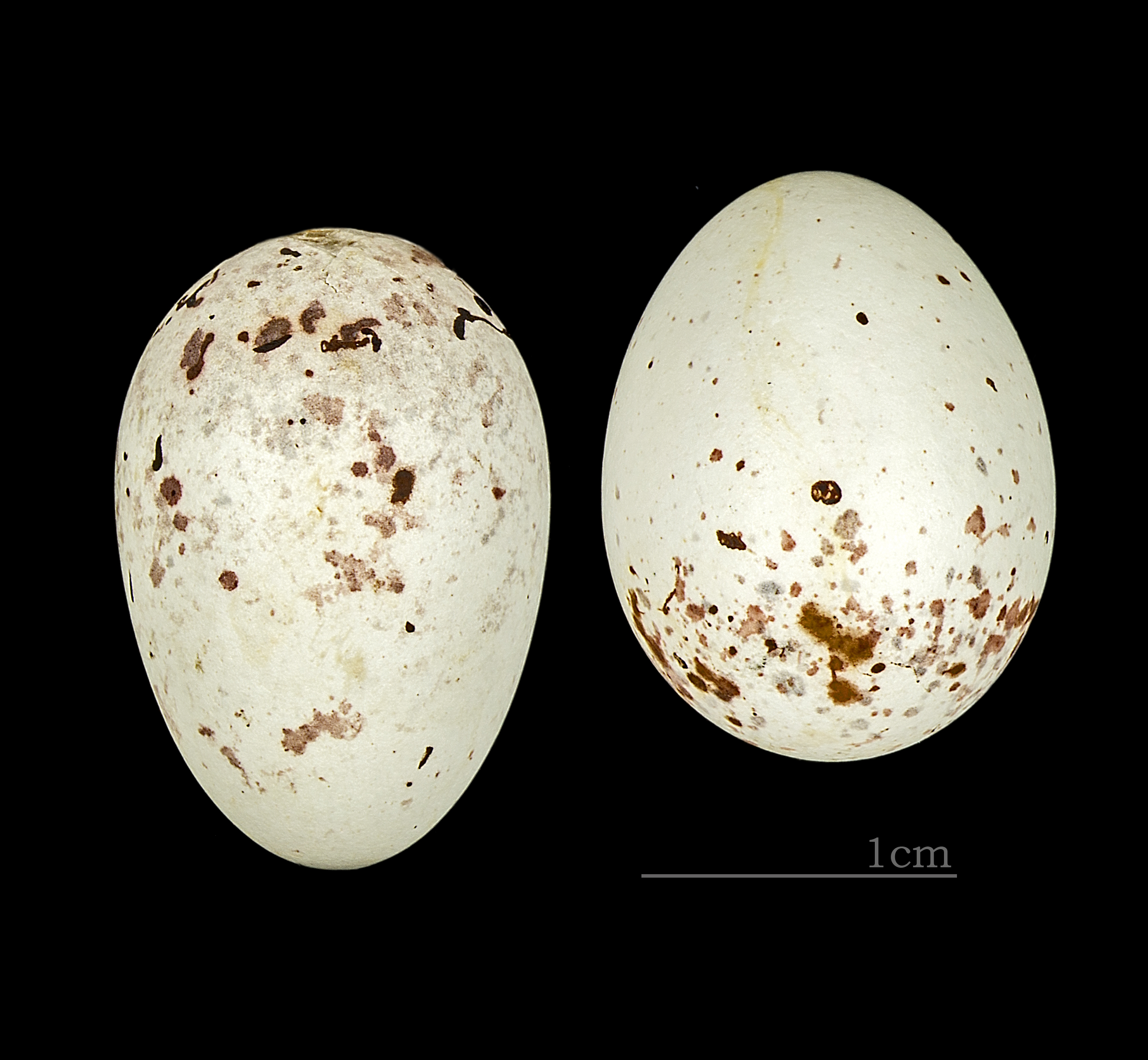
金翅雀

金翅雀的繁殖期在每年的3－7月，繁殖地点常选择在山中树丛里，多营巢于松树或果树上，巢置于树顶细小枝干间，距离地面高程可达10米，巢以细弱的草根、棉麻纤维为基本材料纠缠而成，呈精致的杯状，巢内垫以兽毛、碎绒、蜘网、羽毛等柔软材料。每巢产卵2－5枚，卵色或白或绿，具褐色斑点，孵化期11－13天。
本物种未列入濒危，但受到非法鸟类贸易的威胁。

## 金翅雀与非法鸟类贸易
金翅雀外形优美鸣声婉转有特色，长期以来是中国传统笼养鸟种之一，但金翅雀尚不能在人工饲养的环境下繁殖，因而目前市场上的金翅雀均直接捕捉自野外，对野外种群构成较大威胁。